# Königskotten

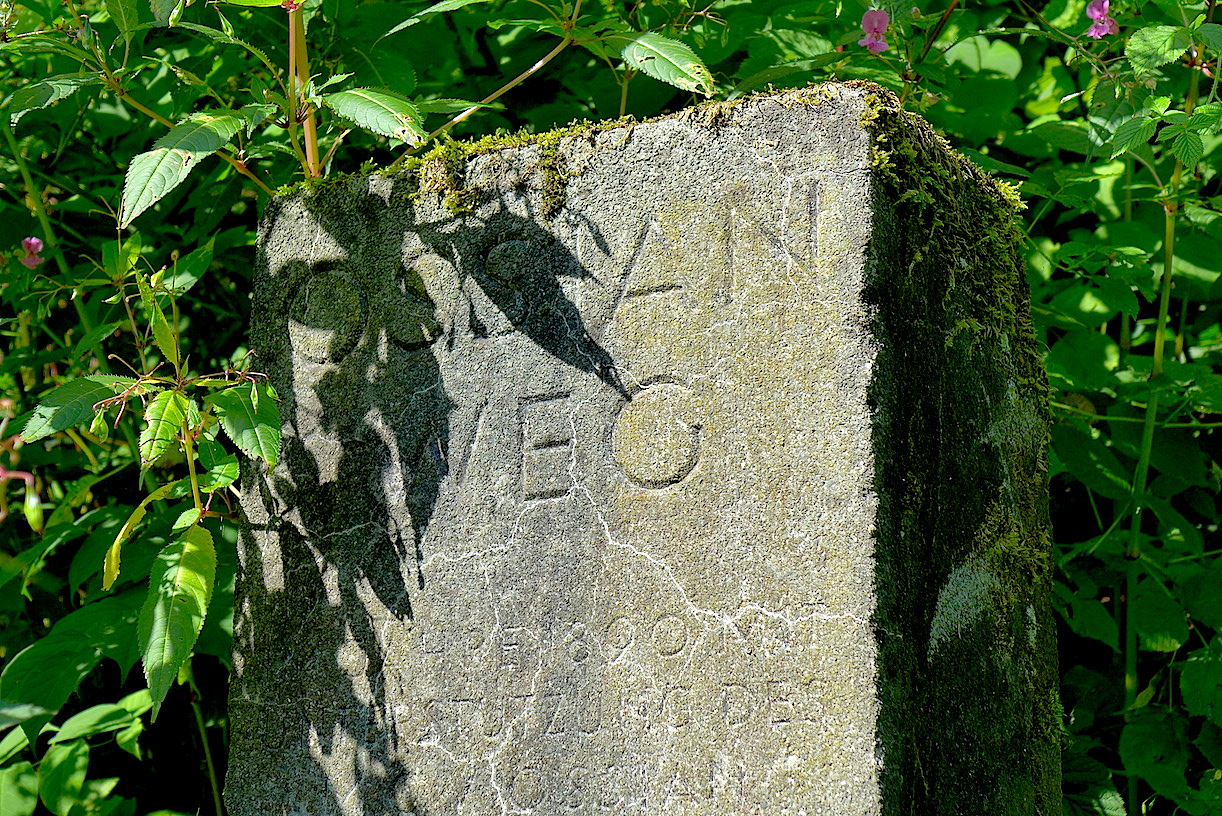
Gedenkstein zum Ossianweg

Der Königskotten war ein Schleifkotten an der Wupper in der bergischen Großstadt Solingen. 

## Lage
Der Königskotten befand sich im heute dicht bewaldeten Wuppertal auf dem Abschnitt zwischen Papiermühle im Norden und Müngsten im Süden am Westufer des Flusses Wupper. Der Fluss bildet in diesem Abschnitt die Stadtgrenze zu Wuppertal. An der Stelle der Wüstung des Kottens mündet der Halfeshofer Bach in die Wupper. Von der einstigen Schleifkottenanlage sind nur noch Grabenreste erhalten, an der Wüstung vorbei verläuft heute ein Wanderweg. der 1890 angelegte Ossianweg.
Benachbarte Orte sind bzw. waren (von Nord nach West): Papiermühle, die zu Wuppertal gehörenden Orte Stiepelhaus und Sudberg sowie Kirschberger Kotten, Eulswaag, Halfeshof, Meigen, Theegarten und Sturmsloch.

## Geschichte
Die Anfänge des Königskottens, der seinen Namen von dem Familiennamen König hat, liegen im Dunkeln. In dem Kartenwerk Topographia Ducatus Montani von Erich Philipp Ploennies, Blatt Amt Solingen, aus dem Jahre 1715 ist er als einfacher Kotten (keine Doppelkottenanlage) ohne Namen verzeichnet. Der kleine Kotten, der über gute Stauverhältnisse verfügte, wurde in stark verfallenem Zustand Mitte des 19. Jahrhunderts wieder aufgebaut. In dem Kotten soll das sogenannte Buntschleifen entwickelt worden sein, also das Einarbeiten von Motiven in die dort hergestellten Werkstücke.:147
Der Kotten wurde in den Ortsregistern der Honschaft Dorp innerhalb des Amtes Solingen geführt. Die Topographische Aufnahme der Rheinlande von 1824 verzeichnet den Kotten unbeschriftet, die Preußische Uraufnahme von 1844 verzeichnet ihn als Schl. In der Topographischen Karte des Regierungsbezirks Düsseldorf von 1871 ist er hingegen nicht verzeichnet. In der Karte des Landmessers August Hofacker aus dem Jahre 1898 ist der Kotten als Königskotten verzeichnet.
Der Königskotten gehörte nach Gründung der Mairien und späteren Bürgermeistereien zur Bürgermeisterei Dorp, die im Jahre 1856 das Stadtrecht erhielt, und lag dort in der Flur II. Meigen. Die Bürgermeisterei beziehungsweise Stadt Dorp wurde nach Beschluss der Dorper Stadtverordneten zum 1. Januar 1889 mit der Stadt Solingen vereinigt. Damit wurde der Ort ein Teil Solingens.
Mitte der 1890er Jahre erwarben die Brüder Paffrath den Königskotten, die zuvor bereits den südlich gelegenen Kirschberger Kotten erworben hatten. An der Stelle des Kirschberger Kottens nahmen diese 1896 das erste Elektrizitätswerk in Solingen (das spätere Bergische Elektrizitätswerk) in Betrieb. Um die Antriebskraft des Elektrizitätswerkes zu steigern, ließen die Brüder Paffrath auch den oberhalb liegenden Königskotten 1896 niederlegen.:147 Der Ort liegt seither brach, nur einzelne Grabenreste sind erhalten. Die Ortsbezeichnung Königskotten ist bereits seit der Wende zum 20. Jahrhundert nicht mehr im Stadtplan verzeichnet.